# Rosanda Sajko
Rosanda Sajko [Rosanda Sajko] je bila slovenska avtorica ter režiserka radijskih iger za otroke in odrasle, * 5. april 1930, Celje, † 31. maj 2022, Ljubljana.

## Življenje in delo

### Življenje
Rosanda Sajko se je rodila leta 1930. Po končani slavistki na Filozofski fakulteti se je vpisala na oddelek za režijo Akademije za igralsko umetnost in se še med študijem zaposlila na Radiu Slovenija. Kot režiserka je bila v gosteh domala v vseh radijskih ustanovah nekdanje Jugoslavije (Zagreb, Skopje, Beograd, Sarajevo, Novi Sad), pa tudi v tujini, v Zahodni Nemčiji (Berlin), na Madžarskem (Budimpešta) in v Avstriji (Dunaj). Posvetila se je tudi teoretskemu raziskovanju. 1966 je izšla v knjižni obliki njena diplomska dramaturška študija Henrik Ibsen in prve drame Ivana Cankarja..
V zadnjih letih svojega službovanja se je kot vodja Eksperimentalnega studia Radia Slovenije posvetila raziskovanju slušnih fenomenov. Svoja razmišljanja je večkrat predstavila tudi na domačih in evropskih strokovnih srečanjih.
Bila je tudi predsednica komisije Radia Slovenija za izbor iger za mednarodne festivale.
Njena hči je pesnica in esejistka Barbara Korun.

### Delo
V letih od 1954 do 1999 je zrežirala več kot tristo šestdeset radijskih iger za otroke in odrasle in več kot dvakrat toliko drugih zahtevnih radijskih oddaj.
Njena zadnja režija na Radiu Slovenija je Exuperyjev Mali princ iz leta 2000.
Obsežni ustvarjalni opus je Rosanda Sajko ob številnih teoretičnih radijskih oddajah in člankih leta 2006 zaokrožila z eno temeljnih študij s področja umetniške radiofonije – s knjigo Poetičnost zvoka.

## Nagrade in priznanja
1966 je izšla v knjižni obliki njena diplomska dramaturška študija Henrik Ibsen in prve drame Ivana Cankarja, za katero je prejela študentsko Prešernovo nagrado.
Na tekmovanjih v nekdanjem jugoslovanskem radijoigrskem prostoru je prejela številne nagrade za režijo in za najboljše radijskoigrske stvaritve v celoti.
Največ priznanj je dosegla za zvočne realizacije besedil Franeta Puntarja, (Medvedek zleze vase, Cestožerka, Vrata, ki škripljejo, Hojladrija, Drezanje v kamen, Beli dan, Lov na rep). Za ta režijski opus ter za režiji radijskih iger Daneta Zajca Likvidacija in Rudija Šelige Ali naj te z listjem posujem je leta 1973 prejela nagradi Prešernovega sklada.
Zlati glas Zveze dramskih umetnikov Slovenije za življenjsko delo (2021).